# Château de Kerlevénan
Le château de Kerlevénan est situé sur la commune de Sarzeau, dans le département du Morbihan.

## Historique
Le château de Kerlevénan est construit à la fin du XVIIIe siècle, en 1780, par les soins de l'architecte Jacques-François Jouanne, pour le compte de Marie-Joseph-Armand de Gouvello, seigneur de Keriaval, Kelevenan, Kerhar, Kerbot et Kerlen. Né en 1747, il épouse au cours de cette même année 1780, Catherine-Charlotte de Peyrac, créole blanche originaire de la colonie de Saint-Domingue. Il est député en Cour par l'Ordre de la Noblesse, aux États de Bretagne de 1788. A la Révolution, il émigre à Augsbourg, en Bavière, puis à Brington dans le Sussex (Angleterre). Le château est saisi et vendu comme bien national pendant son exil.
Sous la Restauration, le château est racheté par son fils : Pierre-Armand-Jean-Vincent-Hippolyte de Gouvello de Keriaval, né à Kerlevénan, baptisé à Sarzeau, le 19 juin 1782. Émigré avec ses parents en Bavière et en Angleterre, puis en Italie, il épouse Thérèse Le Ray de Chaumont. Il restaure le château dans le style italien. Il est mort à Kerlevénan le 28 décembre 1870. 
Héritier du château, leur fils Amédée de Gouvello, épouse en 1853 Octavie de Grouchy. Il est le fondateur des Asiles ruraux de Kerhar et Kerbot, en Sarzeau, près du château de Kerlevénan. Il est député légitimiste du Morbihan de 1871 à 1876, président de la Société de patronage des Orphelinats agricoles de France, président d'honneur de la Société des sauveteurs bretons et du conseil d'administration de l'École Saint-François-Xavier de Vannes. Il est mort à Kerlevénan le 25 août 1907.
L'ensemble formé par le château, son parc et les terrains en dépendant constitue un site naturel classé, au titre du critère « artistique » par arrêté du 24 février 1965. Les façades et toitures du château et des écuries, les grandes et petite salles à manger et leur décor, le boudoir et son décor, la chapelle et le pavillon chinois font l'objet d’un classement au titre des monuments historiques depuis le 4 novembre 1982.

## Architecture
Le château, construit dans le style classique du XVIIIe siècle est restauré au XIXe dans le goût italien.